# Bimini

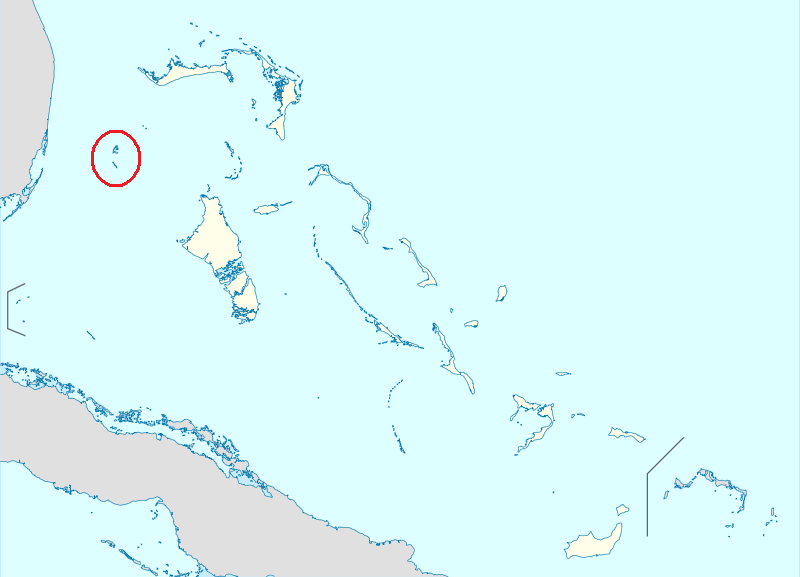

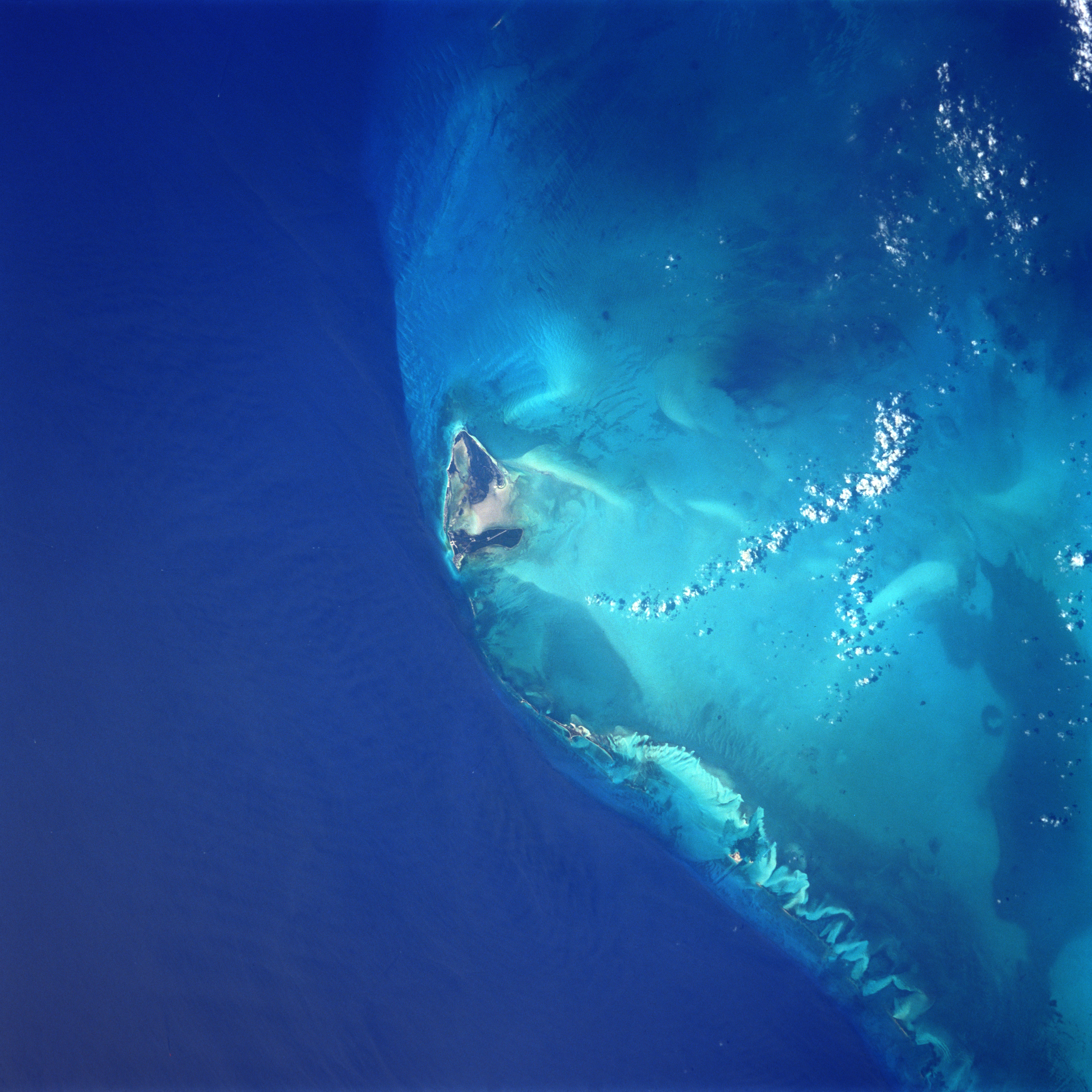
Imagine din satelit a insulei Bimini

Bimini este districtul cel mai vestic din Bahamas, fiind compus dintr-un lanț de insule situate la 100 de kilometri est de Miami, Florida. Bimini este cel mai apropiat punct din Bahamas de teritoriu continental al Statelor Unite și aproximativ la 209 km vest-nord-vest de Nassau, capitala Insulelor Bahamas. Populația combinată a insulelor ce formează Bimini este estimată la aproximativ 1600 de persoane.